# Wynton Rufer
Wynton Rufer (født 29. december 1962) er en tidligere newzealandsk fodboldspiller.

## New Zealands fodboldlandshold
| New Zealands landshold | New Zealands landshold | New Zealands landshold |
| År                     | Kmp                    | Mål                    |
| ---------------------- | ---------------------- | ---------------------- |
| 1980                   | 4                      | 0                      |
| 1981                   | 2                      | 3                      |
| 1982                   | 6                      | 2                      |
| 1983                   | 0                      | 0                      |
| 1984                   | 0                      | 0                      |
| 1985                   | 3                      | 1                      |
| 1986                   | 0                      | 0                      |
| 1987                   | 0                      | 0                      |
| 1988                   | 1                      | 0                      |
| 1989                   | 1                      | 0                      |
| 1990                   | 0                      | 0                      |
| 1991                   | 0                      | 0                      |
| 1992                   | 0                      | 0                      |
| 1993                   | 0                      | 0                      |
| 1994                   | 0                      | 0                      |
| 1995                   | 0                      | 0                      |
| 1996                   | 2                      | 0                      |
| 1997                   | 3                      | 4                      |
| Total                  | 22                     | 10                     |